# プロトン化水素分子
プロトン化水素分子（プロトンかすいそぶんし、英: protonated molecular hydrogen）、H3+ は水素原子核3個と電子2個からなる+1の電荷を持ったカチオンである。星間空間や水素ガスの放電中に、多量に存在する。星間空間は密度の比較的大きなところでも、地球上に比べて低圧（およそ10−15気圧以下）であり、他の分子との衝突頻度が少ないことからこのような反応性の高いイオンでもある程度の量が存在できる。星間空間ではこの分子が他の多くの分子生成にとって出発分子であり、星間空間の化学において最も重要な役割を担っている。また、H3+ は分子中にある2つの電子が共に価電子であり、最も単純な三原子カチオンでもある。

## 歴史

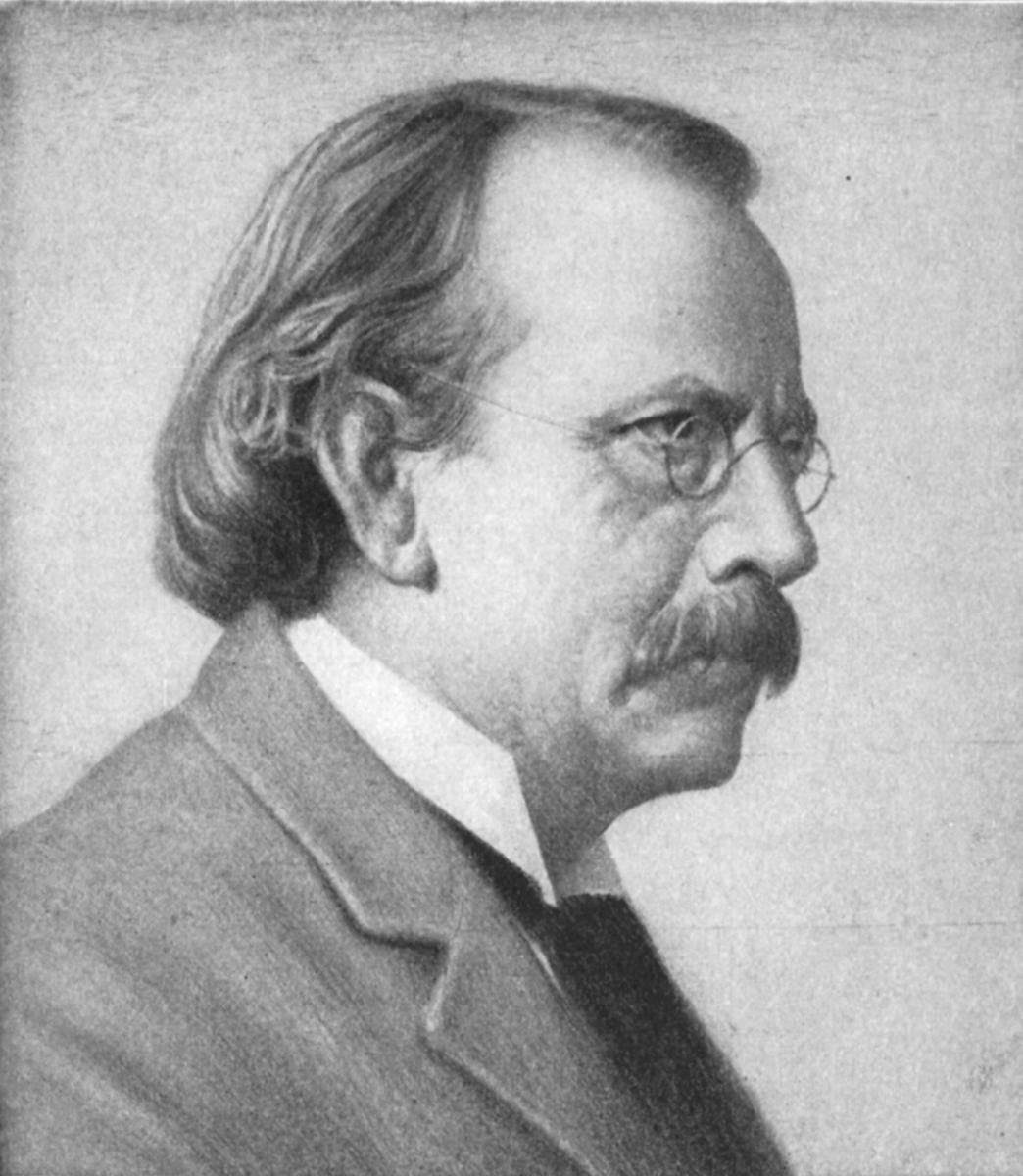
トムソン（1856年–1940年）

H3+ は1911年、ジョゼフ・ジョン・トムソンによって最初に発見された。水素ガス放電中の、H+ でも H2+ でもない奇妙なイオンは、簡便な質量分析の結果より、その質量と電荷の比 (m/e) が水素陽イオンの3倍であるとわかった。トムソンは論文の中でこのイオンの可能性として H3+ と 12C4+ を挙げたが、放電ガスが純粋な水素であるほどイオン信号が強いことから、H3+ であると結論づけた。
放電管中の生成過程は1925年にホグネス (T. R. Hogness) とラン (E.G. Lunn) によって示された。実験はトムソンと同様に簡便な質量分析を用いて行なわれ、水素ガスの圧力増加に対し、H3+ が直線的に増加すること、反対に H2+ が直線的に減少することが報告された。この実験結果は、H2+ が初めに発生し、その H2+ と H2 から H3+ が生成するということを示している。また、1935年にコールソンは H3+ は正三角形構造を持つと理論的に予測した。
1961年にマーチン (D. W. Martin) らは H3+ 生成反応が発熱反応であり、星間空間には水素分子が大量にあることを理由として、このイオンが星間空間中に存在することを予測した。この予測をうけて1973年にワトソン (W. D. Watson) ら 、およびハープスト (E. Herbst) とクレンペラー (W. Klemperer) らの2つのグループから、H3+ の生成を仮定することによって、当時観測されていた他の多くの分子の生成が説明できると示された。
トムソンの発見から約70年経た1980年にようやく、実験室での H3+ の分光学的な観測が岡武史によって行なわれた。この観測により、H3+が正三角形構造であることが実験的に確認された。
実験室で得られた、正確な ν2 振動遷移の周波数データーをもとに、赤外線天文観測が行なわれた。まず、1989年から1990年代前半にかけて木星、土星、天王星の上層大気からの H3+ の赤外線発光が観測された。その後、1996年に2つの暗黒星雲（AFGL2136 と W33A）で H3+ の赤外線吸収が観測され、ついに星間空間中での H3+ の存在が確認された。さらに1998年には、それまで観測が期待されていなかった希薄な星間ガス雲 Cyg OB2 No. 12 においても発見された。
分光検出の後、実験室では、H3+ の化学反応についての研究がさかんに行われた。特にH3+と電子の再結合反応について多くの議論がなされた。また、1990年代の後半には H3+ の核スピン異性体の比を追うことで、化学反応における核スピン保存則の実験的検証がなされた。

## 構造

H_{3}^{+}の構造

プロトン化水素分子の分子軌道ダイアグラム

振動回転遷移の実験室での観測より、H3+ の3つの水素原子は等価であり、構造は正三角形である。つまり、3つの原子核が2つの電子を共有する、共鳴構造を取っている。H3+ からのプロトンの解離エネルギーは 4.2–4.5 eVとされている。以上の性質から H3+ は、三中心二電子結合で分子が安定化するということの好例といえる。また、実験結果から求められた回転定数より、水素間の結合距離はおよそ 0.90 Å と算出される。

## 生成
H3+ の実験室での生成過程はホグネスとランらが1925年に明らかにしている。水素プラズマ中では放電のポテンシャルエネルギーにより水素分子がイオン化される（つまり、放電管中の加速された電子と水素分子による衝突電離で水素分子イオン H2+ が生成する）。
H2 + e− → H2+ + 2e−
次の反応
H2+ + H2 → H3+ + H
は発熱反応であるので、H2+ と H2 の反応でプロトンが移動して、H3+ が生成する。
星間空間中では H2+ は以下の（高エネルギー）宇宙線による水素分子の電離により生成する。
H2 + 宇宙線 → H2+ + e− + 宇宙線
星間空間に存在する高エネルギーな宇宙線 (>100 MeV) は水素分子のイオン化エネルギー (15.4 eV)に比べて非常に大きいため、水素のイオン化に際して宇宙線はほとんど影響を受けない。つまり、星間空間中に宇宙線は H2+ の尾（それは、つまり H3+ の尾でもある）を形成する。

## 消滅
放電管の中では H3+ は電子との再結合、
H3+ + e− → H2 + H または H + H + H
により消滅する。または壁など、結合エネルギーを放出できるような条件では
H3+ +  H2 → H5+
のように H5+ から続く H3+·(H2)n クラスターを形成して、消滅することが知られている。
分子雲では H3+ は
H3+ + A → AH+ + H2
のように、他の分子や原子にプロトンを移動することにより消滅する。この反応は、星間空間での他の分子の生成の出発点となることが知られている（イオン-分子反応）。
主な反応対象としては、星間空間中で2番目に多い分子である一酸化炭素が挙げられる。
H3+ + CO → HCO+ + H2
この反応で生成する HCO+ は大きな双極子モーメントを持ち、しかも星間空間での存在量も多いので、電波望遠鏡によって容易に観測され、電波天文学における重要な分子である。また、酸素原子にプロトンを付加させ、生じた HO+ が水素分子から水素原子を引き抜く過程を経て水が生成する。
H3+ + O → HO+ + H2
HO+ + H2 → H2O+ + H, H2O+ + H2 → H3O+ + H, H3O+ + e− → H2O + H
低密度分子雲での H3+ の消滅は、炭素原子の光イオン化によって生じる電子との再結合反応である。
H3+ + e− → H2 + H または H + H + H

### 電子との再結合反応
1997年に低密度雲で H3+ が観測されると、この再結合反応が低密度分子雲での H3+ の存在量を決定づけることから、天文観測者からもこの反応の正しい反応速度が求められるようになった。しかしながら H3+ と電子との再結合反応の反応速度について1970年代から測定されていた実験値は、測定方法の違いによって 10−7 から 10−11 cm3 s−1 まで4桁の違いがあったため、研究者の間で論争の的になった。2000年代後半まで議論は混迷し、「謎」「パズル」「物語」などの語が論文や会合で用いられた。
基準となる値としてコンピューターでの非経験的分子軌道法（ab initio 計算）によるものがあり、2003年にコクーリン (V. Kokoouline) とグリーン (C. H. Greene) によってヤーン・テラー効果による補正を取り入れた計算結果が発表されると、それによる値 (7.2 ± 1.1) × 10−8 cm3 s−1 (300 K) がもっとも正確な理論値として参照されるようになった。
1990年代以降に発展したビーム蓄積リング法による実験値はばらつきも少なく理論値とよく一致するとされ、岡は2006年の時点でもっとも信頼できる実験値として、マッコールらによる2004年の 2.6 × 10−7 cm3 s−1 (23 K) を挙げている。アフターグロー法による実験値と理論値との違いは、誤差ではなく再結合反応の機構によるもの、すなわち H3+ 分子の振動状態や He の共存による影響によるものとして補正が考案され、解釈されている。2010年には、論争にはほぼ決着がつき、今後は細部の正確化が望まれる、とする総説が発表された。

## 核スピン異性体

ortho-H_{3}^{+} と para-H_{2} の衝突による反応

H3+ の構造は正三角形なので、3つの水素原子は等価な位置にある。水素原子核は核スピン1⁄2を持ち、3つが等価な位置にあるために、H3+ は核スピン異性体を持つ。3つの水素原子核の核スピンの対称性により、総核スピン数が1⁄2と3⁄2という違う値となり、これによりオルト H3+ (3⁄2) とパラ H3+ (1⁄2) という2種類の核スピン異性体が存在する。
1997年にウイ (D. Uy) らが行なった水素の放電実験において、放電ガスとして、普通の水素ガス（オルト水素:パラ水素 = 75%:25%）を放電したときと、パラ水素を濃縮した水素ガス（パラ水素99%以上）を放電したときで、放電によって生成さする H3+ のオルトとパラの比が違う（パラ水素ガスを使った場合はパラ H3+ が多く生成する）ことが発見された。これは、H3+ が生成するときの反応
ortho-H2+ + ortho-H2 →  ortho/para-H3+ + H
ortho-H2+ + para-H2 →  ortho/para-H3+ + H
para-H2+ + ortho-H2 →  ortho/para-H3+ + H
para-H2+ + para-H2 →  ortho/para-H3+ + H
において、生成物である H3+ のオルトとパラの生成比が違うことを意味する。また実験結果から、それらの分岐比は、核スピンの対称性を保存するようになっていることが示された。
さらに、このオルトとパラの比の放電開始直後の時間変化を追った場合、生成後もオルトとパラの間で変換が起こっていることが発見された。このことは、
ortho/para-H3+ + ortho/para-H2 → ortho/para-H2 + ortho/para-H3+
という、反応前後で分子の数としては変化のない反応でも、プロトンをやりとりすることにより、オルトとパラが変化する反応が起こっていることを示している。
このように、核スピンの対称性が化学反応の前後で保存されるとする理論（化学反応における核スピン保存則）は、クアック (M. Quack) により1977年に提案されたが、この H3+ の実験により、はじめて実験的に検証されたことになる。

## 分光学
H3+ の分光学的検出は非常に難しい。正三角形構造のために永久双極子モーメントがなく、純回転遷移を観測することはできない。一方、紫外線はエネルギーが高すぎるために H3+ を壊してしまう。このため電子遷移も観測することはできない。振動回転遷移を観測することにより H3+ を分光学的に検出することができる。これは、 H3+ の振動モードのひとつである ν2 が赤外活性であるためである。1980年の岡らの最初の分光学的検出から2001年までに、17の研究グループがさまざまな方法によって合計895の吸収線を観測している。観測可能な数は30,000を超えると予測されている。発光線については、木星の大気からの発光スペクトルに H2 の発光スペクトルとしては説明できない発光線として、H3+ の発光線が観測される。

## 天文観測による検出
H3+ は天文学において、大きく分けると、木星型惑星と星間雲という2種類の環境において観測されている。木星型惑星においては惑星の電離層において検出された。電離層では太陽からの高エネルギーな放射線がとどいており、また木星型惑星は大気中に多くの水素を含んでいる。このような状態で、水素がイオン化されるために多量の H3+ が生成する。また、太陽の放射は、さらに H3+ を基底状態よりエネルギーの高い状態に押し上げるために、その高い状態からの誘導および自然発光として H3+ が観測される。

### 惑星大気
H3+ の最初の検出は1989年にドロサール (P. Drossart) らによって木星の電離層からの放射として報告された。ドロサールらは23本の H3+ の発光線を観測し、そこから H3+ の柱密度が 1.39 × 10−9 であると算出した。また、これらの発光線の観測から決定された温度は約 1100 K であった。算出されたこの温度は、ほかの分子（たとえばH2）の発光線から同様の方法で決定された温度と同程度である。1993年に H3+ はゲベール (T. R. Geballe) らにより土星で、トラフトン (L. M. Trafton) らによって天王星でも観測されている。

### 星間分子雲
ゲベールと岡は1996年に H3+ が2つの暗黒星雲 (AFGL 2136, W33A) で検出されたと報告している。これが星間雲で H3+ が検出されたとする初めての報告である。いずれの天体でも H3+ はおよそ35 Kの温度、1014 cm−2の柱密度で存在する。その後、H3+ は他の分子雲でも検出された。たとえば、AFGL 2136, Mon R2 IRS 3, GCS 3-2, GC IRS 3, LkHα 101 で検出されている。

### 希薄な星間雲
H3+ は1998年にマッコール (B. J. McCall) らによって希薄な分子雲 Cyg OB2 No. 12 でも検出された。1998年以前の予測では希薄な分子雲では H2 の密度が低すぎるために観測可能な量の H3+ は生成しないと考えられていた。マッコールはおよそ 27 K の温度、1014 cm−2 の柱密度で検出した（この柱密度はゲベールと岡が他の分子雲で検出したものと同程度）。それ以後、H3+ はそのほかの希薄な分子雲でも見つかっている。たとえば、GCS 3-2, GC IRS 3, ζ Persei である。これらの結果から、希薄な分子雲では高密度雲よりも宇宙線によるイオン化が速いことが示唆されている。GCS 3-2 について2005年までにさらに詳細なデータが集められ、銀河系の中心にある半径200パーセク程度の中心分子域で多量の準安定状態の H3+ が他の状態の H3+ や CO とともに観測されたこと、その領域にある準安定状態 H3+ は約 250 K という高温であることが報告された。これは高密度の分子雲や、他の冷たい  H3+ の存在する領域ではみられないものである。

### 定常状態モデルによる予測
光路長を仮定することで、星間雲（高密度および低密度）での H3+ の柱密度について、岡は定常状態モデルを使って予測値を算出している。高密度雲、低密度雲両方で生成過程は同一と考えられている。一方、消滅過程はそれぞれの雲で違うと考えられている。高密度雲での消滅過程は一酸化炭素へのプロトン移動によるものである。この機構から考えられる定常状態での H3+ の密度は、およそ 10−4 cm−3 である。
n(H3+) = (ζ/kCO)[n(H2)/n(CO)] ≈ 10−4 cm−3
希薄な分子雲では電子との解離的中和反応である。この機構から考えられる定常状態での H3+ の密度は、およそ 10−6 cm−3 である。
n(H3+) = (ζ/ke)[n(H2)/n(C+)] ≈ 10−6 cm−3
希薄な分子雲は高密度の分子雲より大きく、光路長がおよそ100倍大きいと考えられるので、観測される柱密度はほぼ同程度であると予測される。したがって、 H3+ は雲の大きさを測るプローブになりえる。